# Astroloma baxteri
Astroloma baxteri är en ljungväxtart som beskrevs av Allan Cunningham och Dc. Astroloma baxteri ingår i släktet Astroloma och familjen ljungväxter. Inga underarter finns listade i Catalogue of Life.